# Cagándelger járás
Cagándelger járás (mongol nyelven: Цагаандэлгэр сум) Mongólia Közép-Góbi tartományának egyik járása. Területe 3700 km². Népessége kb. 1900 fő.
Székhelye, Harát (Хараат) 147 km-re fekszik Mandalgobi tartományi székhelytől.